# Lake Norden
Lake Norden è un centro abitato (city) degli Stati Uniti d'America, situato nella Contea di Hamlin nello Stato del Dakota del Sud. La popolazione era di 467 persone al censimento del 2010. Fa parte dell'area micropolitana di Watertown.
Lake Norden venne progettata nel 1908, e prende il nome da un lago vicino al luogo della città.

## Geografia fisica
Lake Norden è situata a 44°34′54″N 97°12′30″W (44.581570, -97.208406).
Secondo lo United States Census Bureau, ha un'area totale di 0,88 miglia quadrate (2,28 km²).

## Società

### Evoluzione demografica
Secondo il censimento del 2010, c'erano 467 persone.

### Etnie e minoranze straniere
Secondo il censimento del 2010, la composizione etnica della città era formata dal 93,1% di bianchi, lo 0,4% di nativi americani, il 5,6% di altre razze, e lo 0,9% di due o più etnie. Ispanici o latinos di qualunque razza erano il 7,3% della popolazione.